# Styx

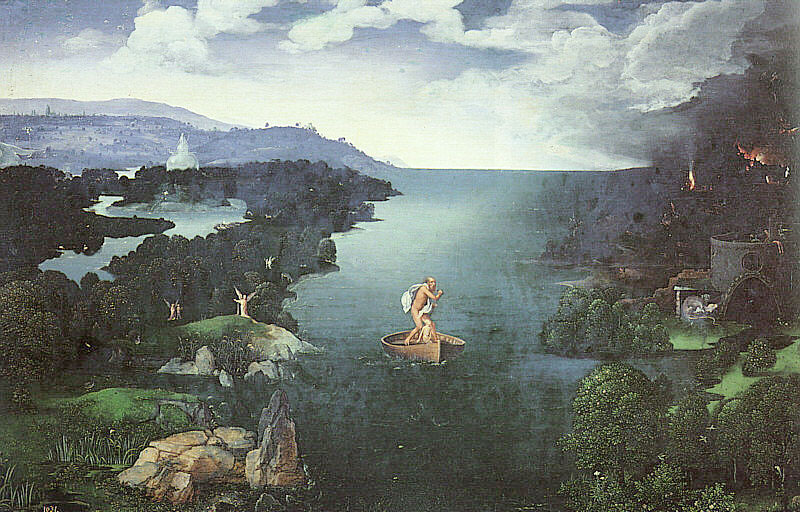
Charon pe Styx
(tablou de Joachim Patenier)

Styx, în mitologia greacă, este un râu care separă lumea viilor de lumea morților. Se spune că acesta se învârte de nouă ori în jurul ținutului lui Hades (infernul sau lumea de dedesubt). Numele său vine de la cuvântul grecesc stugein, care înseamnă ură, Styx - râul urii. Râul era atât de respectat de zeii din mitologia greacă, încât ei fac jurăminte de viață doar menționându-i numele, așa cum se face referire în mitul despre Dionis și Ariadna, unde Zeus „confirmă cu un jurământ irevocabil, atestând râul Styx”. 
Există șase râuri care separă infernul de lumea viilor. Acestea sunt: 
1. Acheron - râul tristeții
2. Cocytus - râul plângerii
3. Piriphlegethon - râul de foc
4. Lethe - râul uitării
5. Mnemosynne - râul memoriei
6. Styx - râul urii

Se crede că bătrânul luntraș care transportă morții în lumea de dedesubt, Charon, trece peste râul Styx, unde câinele Cerber, care are coadă de dragon, păzește, permițând tuturor sufletelor să intre și niciunuia să iasă. Aceasta este o concepție greșită. De fapt, Charon trece peste râul Aheron, unde Cerberul stă de pază pentru eternitate. Tot legat de acest subiect, Charon conduce doar sufletele celor care sunt îngropați cum trebuie, cu o monedă (numită obol), care se pune în gura decedaților în timpul funeraliilor, pentru a avea cu ce să-l plătească pe luntraș. 
Dacă un zeu își depunea jurământul la râul Styx și nu se ținea de cuvântul său, Zeus îl forța pe zeul respectiv să bea din râu. Apa este presupusă a fi atât de rea, încât zeul își pierdea vocea timp de nouă ani. Râul nu este subiectul niciunei legende, dar apare menționat în mai multe. Aceste fărâme de descrieri oferă nu numai o perspectivă extraordinară asupra râului, ci și a viziunii grecilor antici asupra lumii de dedesubt, de la porțile de adamanțiu până la nivelurile separate ale Tartarului și Erebusului de pe Câmpiile Elizee.
În acest râu, zeița Thetys, mama lui Ahile, l-a îmbăiat pe acesta când era prunc pentru a-l face invincibil. Ținut de călcâi în timp ce era scufundat, lui Ahile i-a rămas un singur punct vulnerabil: călcâiul. Acesta i-a adus și moartea în Războiul troian.